# سیارک ۶۵۸۴
سیارک ۶۵۸۴ (به انگلیسی: 6584 Ludekpesek، نامگذاری:1984FK) شش هزار و پانصد و هشتاد و چهارمین سیارک کشف شده‌است که در ۳۱ مارس ۱۹۸۴ کشف شد.
قدر مطلق سیارک برابر ۱۳٫۵۰ است.